# Dominique Dawes
Dominique Margaux Dawes (Silver Spring, 20 november 1976) is een voormalig turnster uit de Verenigde Staten.
Dawes won tijdens de Olympische Zomerspelen 1996 in eigen land de gouden medaille in de landenwedstrijd. Tijdens de Olympische Zomerspelen 2000 eindigde Dawes met de Amerikaanse ploeg als vierde, tien jaar later werd de Chinese ploeg gediskwalificeerd vanwege dat Dong Fangxiao slechts veertien jaar was bij haar deelname de leeftijdsgrens voor deelname was zestien.

## Resultaten

### Olympische Zomerspelen
| Jaar | Plaats    | Resultaten                              |
| ---- | --------- | --------------------------------------- |
| 1992 | Barcelona | landenwedstrijd                         |
| 1996 | Atlanta   | landenwedstrijd vloer 4e brug 6e sprong |
| 2000 | Sydney    | landenwedstrijd                         |

### Wereldkampioenschappen
| Jaar | Plaats     | Resultaten      |
| ---- | ---------- | --------------- |
| 1993 | Birmingham | balk · brug     |
| 1994 | Dortmund   | landenwedstrijd |
| 1996 | San Juan   | balk            |